# Petrovo (Prijedor)
Petrovo (szerbül: Петрово, régi neve Ćela), falu Bosznia-Hercegovinában, Bosanska krajina területén, Prijedor községben, a Szerb Köztársaságban. 

## Fekvése
Bosznia-Hercegovina északnyugati részén, Banja Lukától légvonalban 40, közúton 60 km-re északnyugatra, községközpontjától légvonalban 5, közúton 6 km-re délre, 137 – 200 méteres tengerszint feletti magasságban, a Szana és a Saničani-tó közötti sík területen fekszik. Maga a település kiterjedt alföldi jellegű. Gornja Ćela, Dornja Ćela, Ramici, Jakupovici, Bastasi és Cerici településrészekből áll.

## Népessége
| Nemzetiségi csoport | Népesség 1991 | Népesség 2013 |
| ------------------- | ------------- | ------------- |
| Szerb               | 415           | 528           |
| Bosnyák             | 1634          | 1038          |
| Horvát              | 40            | 23            |
| Jugoszláv           | 48            | 1             |
| Egyéb               | 10            | 43            |
| Összesen            | 2147          | 1633          |

## Története
A Gomjenica-patak feletti magaslat felső részén található erődítmény maradványainak tanúságai szerint a teepülés területe már az őskorban lakott volt éa a késő bronzkortól a kora vaskorig volt használatban. Amikor az oszmánok megszállták a Prijedori mezőt, és továbbnyomultak Bosznia-Hercegovina mai határától északnyugatra és északra, az a domb, amelyen később Ćela volt található, csupasz volt. Petrovót ugyanis régen Ćelának hívták. A dombról szép kilátás nyílik a Prijedori mezőre, Kozaracra és Kozara-hegységre. Itt található Dvorina ősi erődje, Bosznia-Hercegovina egyik legrégebbi régészeti lelőhelye. A legenda szerint ez a hely onnan kapta a nevét, hogy a régi oszmán kelle szó fejet jelent, így feltételezhető, hogy ez hely és a rajta lévő csupasz domb egy fejre emlékeztette az oszmánokat, vagy valami fej leesett és azon a dombon pihent. A település 1878-ig tartozott az Oszmán Birodalomhoz, ekkor a berlini kongresszus határozata alapján az Osztrák-Magyar Monarchia része lett. A monarchia szétesésével 1918-ban előbb a Szerb-Horvát-Szlovén Királyság, majd 1929-től a Jugoszláv Királyság része. Jugoszlávia megszállása után a falu a Független Horvát Állam (NDH) része lett. 
1945-től a település a szocialista Jugoszlávia része volt. A helyiek a mezőgazdaságból éltek egészen addig, amíg néhány szakértő megépíttette a „Ribnjak” tavat, ami teljesen megváltoztatta a régió klímáját. Az 1991-es népszámlálás szerint Ćelának 2147 lakosa volt. Közülük 1634-en vallották magukat muszlimnak/bosnyáknak, 415-en pedig szerbnek. Mindössze 45 lakosa volt horvát, közülük 30 vallotta magát jugoszlávnak, azaz más, különböző nemzeti kisebbséghez tartozónak. A boszniai háború idején a település a Boszniai Szerb Köztársasághoz tartozott. Ćela megmenekült a más bosnyák településeken elszenvedett nagy emberveszteségektől. A rettegés azonban nem kerültée el őket. Nagyszámú férfit tartottak fogva koncentrációs táborokban, és mivel Ćela a Prijedort a tomašicai bányaterülettel összekötő úton található, 1992. július végén a helyiek egy része szemtanúja volt megölt bosnyákok megcsonkított holttesteivel teli teherautóknak, melyek Mataruški Brdo területéről a tomašicai tömegsírhoz szállították őket. 1992 nyarának végén mindkét čelai mecsetet lerombolták. Nagyszámú kiutasított bosnyák csatlakozott a bosznia-hercegovinai hadsereghez. A lakosság többi része elmenekült és szétszórtan él a világban. Mivel Ćela közel van a városhoz és szerb települések veszik körül, az elűzött bosnyákok házait ma már szerb menekültek lakják. A daytoni békeszerződést követő területfelosztásnál a település Prijedor község részeként a Szerb Köztársaság területéhez került A szerb hatóságok mai napig nem adtak észszerű választ arra, hogy a hatóságok miért nevezték át Ćela helyi közösségét Petrovóra. A helyiek zöldséget és néhány gabonafajtát termesztenek a szántóföldeken.

## Oktatás
A „Branko Radičević” Általános Iskola 1973-ban épült.

## Nevezetességei
- Szent Péter és Pál ortodox templom (a boszniai háború után épült).

- Mecset már régóta állt a településen, az utolsó 1966-ban épült, amit 1992-ben romboltak le a szerb fegyveresek. Bastasban volt egy régi famecset is, mely szintén elpusztult. Az új mecset építése 2003-ben fejeződött be.[6]

- Dvorina – őskori erődítmény maradványai a Gomjenica-patak feletti magaslat felső részén. A lelőhely ovális alaprajzú, délkelet-északnyugati tájolású. Legmagasabb része a felső plató, mely alatt északkeletre és nyugatra több, kisebb terasz helyezkedik el, melyeken keresztül lehetett bejutni az erődbe. Falmaradványok nincsenek, így feltételezhetően a védelmet paliszádok képezték. A felső platón jó állapotban megmaradt a kultúrréteg, melynek mélysége 1 méter körüli. A leletek alapján az erődítményt a késő bronzkorban építették és a kora vaskorig volt használatban.[4]